# シネマスコープ

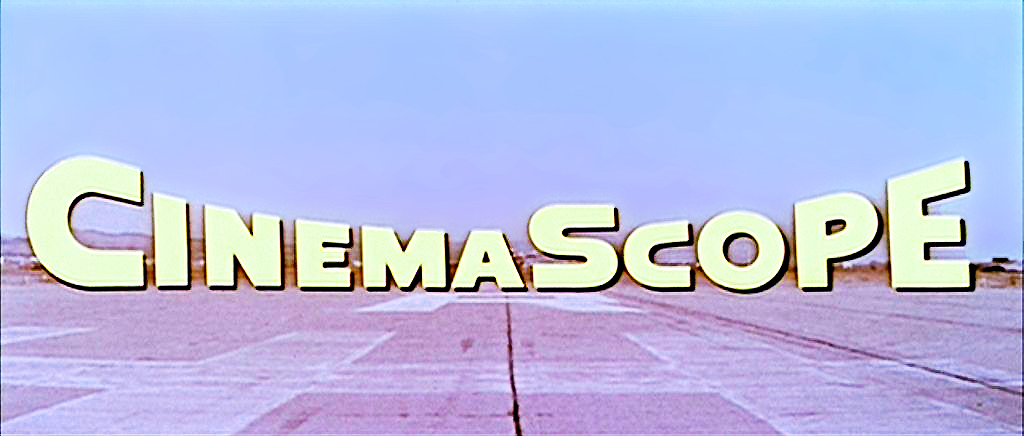
シネマスコープのロゴ

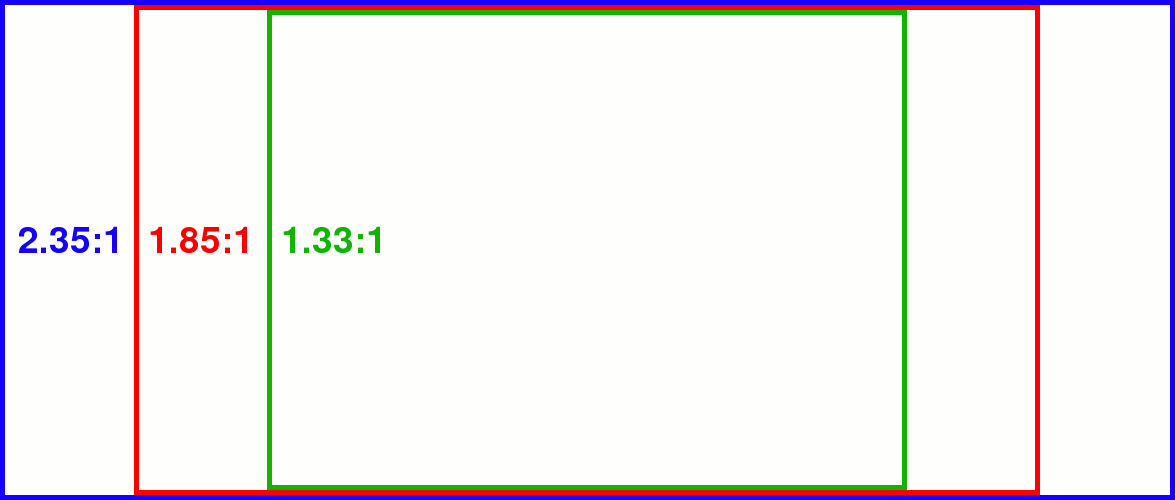
緑がスタンダードサイズ、赤がビスタサイズ、青がスコープサイズ（シネマスコープ）

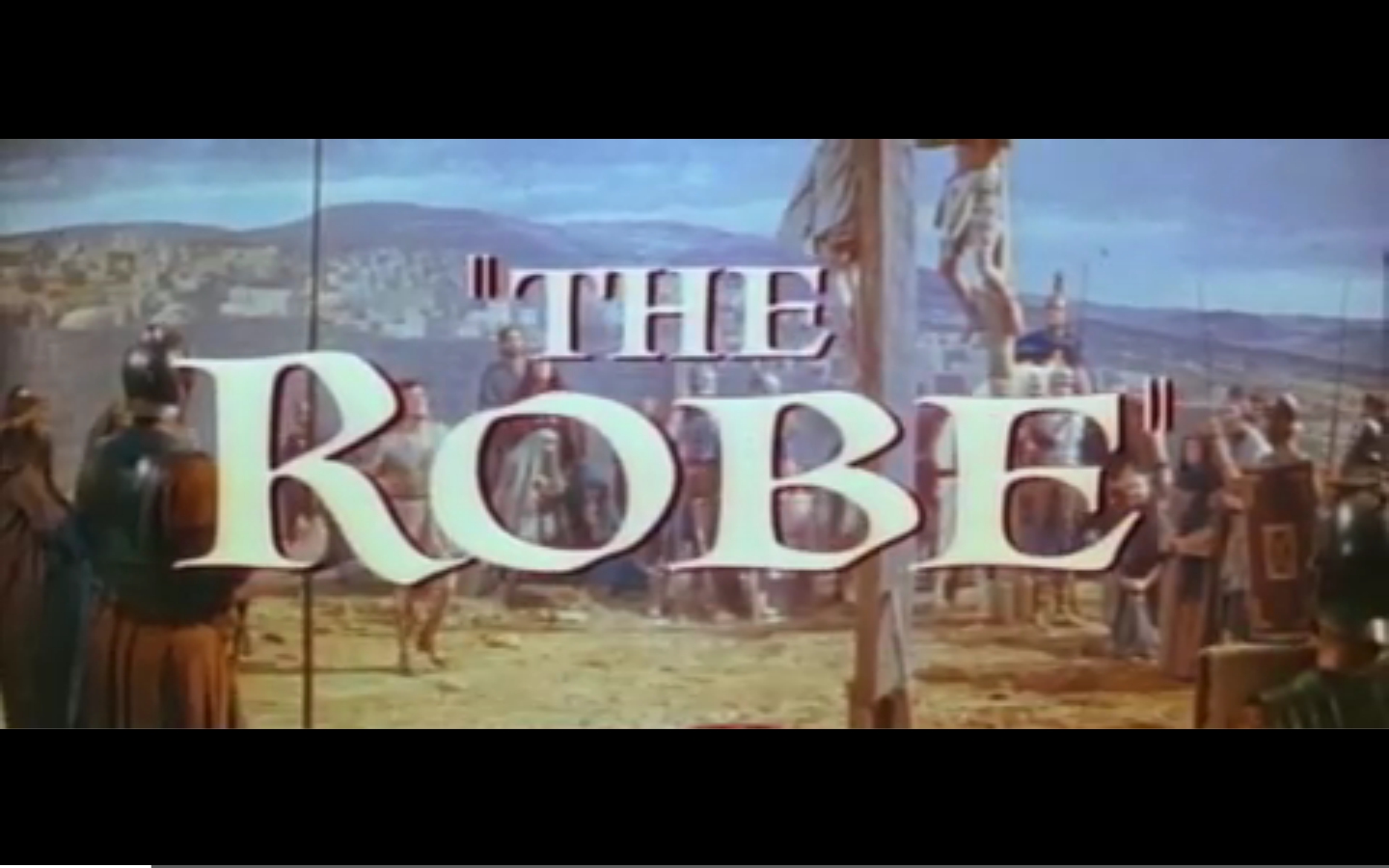
初のシネマスコープ作品『聖衣』

シネマスコープ (CinemaScope) は、主に映画撮影で用いられていたワイドスクリーン技術の一つ。アナモルフィックレンズを用いた横縦比2.35:1（12:5）の画面アスペクト比である。シネスコと略されることもある。

## 歴史
1950年代前半の映画業界はテレビ業界の躍進に強い危機感を抱いていた。アナモルフィックレンズの技術自体は1920年代にフランスのアンリ・クレティアンによって発明されていたが、1953年（昭和28年）にはカナダのボシュロム社と20世紀フォックス社によって改良された。それまでの一般的な画面アスペクト比である横縦比1.37:1（スタンダードサイズ）の2倍近い横幅があった。ワイドスクリーン技術にはパラマウント社のビスタビジョンやシネラマなどもあるが、シネマスコープとは20世紀フォックス社の商標名である。
ハリウッドによる初のシネマスコープ作品は1953年（昭和28年）9月公開の『聖衣』であり、1954年（昭和29年）にはボシュロム社がアカデミー賞でオスカー像を授与されている。
フォックス傘下のシネマスコープ社が供給するボシュロム社製アナモルフィックレンズは既成カメラのレンズにスクイーズ・アダプターとして追加すれば撮影可能だったが、画面左右端の被写体が極端に細く、中央の被写体は横長気味に（しかもカメラに近ければ近いほど顕著に）歪んで捉えられる問題があった。特に人物が横に膨れて映る現象は「スコープおたふく（Anamorphic Mumps）」と揶揄され、「おたふく」を嫌ってシネマスコープを忌避する動きもあった。同じ時期に「おたふく」の発生しない球面レンズで撮影するワイドスクリーン方式（スーパースコープやテクニスコープ、ビスタビジョン、70mmフィルム）が数々発表された。
映写機用のアナモルフィックレンズを製造していたパナビジョン社はボシュロム製レンズを「おたふく」が発生しないように改造し、自社の新製品として発表。シネマスコープ社の怒りを買ったが、シネマスコープがパナビジョンにアナモルフィックレンズを発注するようになるまでは年月を要しなかった。パナビジョンはメトロ・ゴールドウィン・メイヤーとの強い関係によってレンズだけでなくカメラも設計・製造するようになる。「おたふく」はパナビジョンの躍進を促したのである。
1957年（昭和32年）には東映による日本初のシネマスコープ映画『鳳城の花嫁』が公開され、同様のシネマスコープ作品群には「東映スコープ」という呼称が付けられた。一方、映画をテレビ放映する際、テロップが表示される場面では可読性の観点から画面を圧縮するため、オープニングやエンディングなどが本編よりも縦長に表示されることがあった。
後の技術革新によってシネマスコープ撮影技術は廃れたが、2.35:1という画面アスペクト比は残った。ただし、今日のもっとも一般的な画面アスペクト比は横縦比1.66:1のビスタサイズである。

### アニメーション作品におけるシネマスコープ
スタンダードで制作したテレビアニメを劇場版として公開する際には、比率の変更に伴い、描き直しなどが行われるケースもあった。
例えば、東宝チャンピオンまつりで上映されたテレビアニメ『巨人の星』の劇場用アニメ作品の場合、スタンダードで制作された元の映像の上下をカットしてシネスコにしている。これについて、アニメ専門ウェブサイト「WEBアニメスタイル」の編集長・小黒祐一郎は、元の映像がトレス線の太いシンプルなものだったがゆえにこのような手法が実現したと述べる一方、『巨人の星 大リーグボール』をテレビシリーズと比較した際、シネマスコープ向けに描き直されたカットがあったとも指摘している。一方、同じく東宝チャンピオンまつりで上映された『アタックNo.1』の場合、映画化する際に上下をカットしてシネスコにしたことに加え、劇場版がテレビ放送される際に左右がカットされた結果、映像の中央だけが残り、試合の場面でボールや指先だけが映るケースが頻発した。小黒はテレビで見た当時はそのような背景に気づかず、妙な演出だなと思ったと振り返っている。
テレビシリーズにおいては、『アークナイツ』や『小市民シリーズ』など、映画的な演出の一環として、シネマスコープが用いられるケースもある。